# سیارک ۴۰۸۱
سیارک ۴۰۸۱ (به انگلیسی: 4081 Tippett، نامگذاری:1983RC2) چهار هزار و هشتاد و یکمین سیارک کشف شده‌است که در ۱۴ سپتامبر ۱۹۸۳ کشف شد.
قدر مطلق سیارک برابر ۱۲٫۸۰ است.